# 作畫崩壞
作畫崩壞（又被稱為作畫劣化、作畫墮落）是指動畫系列作品在製作過程中，因為某些因素導致作畫跟原畫風格相差太多，亦或是動畫中發生了不合邏輯的現象。

## 概要
作畫崩壞一詞是源自於2000年代日本電視動畫觀眾為主軸的網路社團，大家約定俗成的一種俗語。它與播放事故造成的結果類似，但成因不同。
作畫崩壞的現象一般以個案存在於動畫之中，而其認定的基準取決於多數動畫觀眾的共識。隨著相關現象在電視動畫中的頻繁發生，「作畫崩壞」一詞逐漸盛行了起來。
大部分的作畫崩壞現象，在其後出版的周邊商品（如DVD-Video、或BD等）中會獲得修正；《MUSASHI -GUN道-》則是個特別的例外，直接把品質不佳的作品製成DVD發售而引起動畫愛好者的話題。
一些比较著名的日本动画作画崩坏作品有：1998年《失落的宇宙》、2006年《夜明前的琉璃色》。

## 主要成因
- 製作階段的預算和工期不足，負責補間或原畫的動畫師能力未達水準，或是到交貨為止負責品質管理的作畫監督疏失影響動畫品質的緣故[3][4]，包括：
  - 登場人物的動作不自然[3][4]
  - 色彩或上色錯誤[3][4]
  - 不成比例和歪斜不正常的畫面[3][4]
- 動畫的產業由于惡劣的工作環境和收入，所以願意投入動畫業的人數減少、後繼者的能力無法獲得成長[5]。
- 少子化。特別是針對兒童的動畫作品，出資的贊助者抱著想要節省經費的窘境[5]。為了降低製作成本預算，外包給成本低廉的國家及人事費的[6][5]。因為地理距離和語言不通，負責品質統一的作畫監督很難做到品質管制[7][5][8]。

## 後記
因為種種成因而造成的作畫崩壞現象，不僅僅帶給觀賞電視動畫的觀眾不滿，而且也嚴重影響到了動畫製作公司、製作團隊的信譽與名聲。但追究其深層原因，是突顯了動畫製作人才上的不足、以及動畫製作的人力成本過於低廉的問題。
動畫製作的技術逐年變化，觀賞動畫的觀眾眼光越來越高，通過網路與粉絲之間的交流也比以前更加活躍，對作畫的話題變得敏感也是作畫混亂容易被關注的原因之一。